# Erna Raupach-Petersen
Erna Raupach-Petersen (* 11. November 1904 in Flensburg; † 21. November 1997 ebenda; gebürtig Erna Petersen) war eine deutsche Volksschauspielerin und Hörspielsprecherin.

## Leben
1948 debütierte die im Zweiten Weltkrieg verwitwete Erna Raupach-Petersen als Bühnendarstellerin in Adolf Woderichs plattdeutscher Komödie Minsch achtern Mond am renommierten Ohnsorg-Theater in Hamburg. In den nächsten 46 Jahren gehörte sie zum Ensemble der niederdeutschen Bühne und wurde zu einer festen Größe in der Hamburger Theaterlandschaft. Sie verkörperte in über 120 Rollen eine große Bandbreite von Charakteren in Komödien und Tragödien gleichermaßen.
Durch die seit 1954 regelmäßig erfolgenden Fernsehausstrahlungen der Ohnsorg-Stücke in der ARD wurde Erna Raupach-Petersen auch einem bundesweiten Publikum bekannt, so etwa in der äußerst erfolgreichen Inszenierung Tratsch im Treppenhaus neben Heidi Kabel, Edgar Bessen und Henry Vahl. Daneben spielte sie in Fernsehproduktionen des NDR wie Hafenpolizei, Polizeifunk ruft und Hamburg Transit.
1994 nahm Erna Raupach-Petersen kurz nach ihrem 90. Geburtstag Abschied von der Bühne. Ihren letzten Auftritt hatte sie – wie bei ihrem Debüt 46 Jahre zuvor – in der Komödie Der Bürgermeisterstuhl von Adolf Woderich.

## Aufzeichnungen aus dem Ohnsorg-Theater
- 1958: Zwei Kisten Rum (Annette Küpers) – Regie: Hans Mahler, mit Heinz Lanker, Walter Scherau, Hilde Sicks
- 1961: Opa wird verkauft (Hanni Fiesebarg) – Regie: Günther Siegmund, mit Henry Vahl, Heinz Lanker, Karl-Heinz Kreienbaum, Christa Wehling, Edgar Bessen
- 1962: De dolle Deern (Antrin Arntjen) – Regie: Hans Mahler, mit Jochen Schenck, Christa Wehling, Henry Vahl
- 1962: Der Bürgermeisterstuhl (Mette) – Regie: Hans Mahler, mit Heinz Lanker, Henry Vahl, Otto Lüthje, Heidi Kabel, Christa Wehling – (Neuaufnahme in Farbe: 1969)
- 1964: Das Hörrohr – mit Otto Lüthje
- 1966: Tratsch im Treppenhaus (Hanne Knoop) – Regie: Hans Mahler, mit Henry Vahl, Heidi Kabel, Edgar Bessen, Gisela Wessel, Ernst Grabbe, Heinz Lanker
- 1966: Kein Auskommen mit dem Einkommen (Frau Bollmann) – Regie: Heini Kaufeld, mit Otto Lüthje, Heidi Kabel, Edgar Bessen, Heidi Mahler, Hilde Sicks, Henry Vahl, Ernst Grabbe
- 1966: Gastwirt Goebel (Grete Goebel) – Regie: Günther Siegmund, mit Otto Lüthje, Ulla Mahrt
- 1966: Die Königin von Honolulu (Doris) – Regie: Günther Siegmund, mit Edgar Bessen, Otto Lüthje, Ulla Mahrt, Jochen Schenck, Werner Riepel, Heidi Mahler, Hilde Sicks
- 1968: Die Kartenlegerin (Ida Henck) – Regie: Hans Mahler, mit Heidi Kabel, Edgar Bessen, Willy Millowitsch, Karl-Heinz Kreienbaum, Otto Lüthje
- 1972: Das Herrschaftskind (Frau Konsul Zerrhusen), mit Heidi Kabel, Heidi Mahler, Werner Riepel, Heinz Lanker, Heini Kaufeld, Jürgen Pooch
- 1973: Das Hörrohr – Regie: Günther Siegmund, mit Hans Jensen, Christa Wehling
- 1973: Brand-Stiftung (Haushälterin Meta) – Regie: Heinz Lanker, mit Werner Riepel, Heidi Kabel, Karl-Heinz Kreienbaum, Heini Kaufeld, Günther Siegmund
- 1975: Liebe Verwandtschaft (Heißenbüttelsche) – Regie: Günther Siegmund, mit Jochen Schenck, Christa Wehling, Gertrud Prey
- 1976: Atschüß, Tante Emma! (Emma Klüver) – Regie: Karl Otto Ragotzky, mit Herma Koehn, Karl-Heinz Kreienbaum, Edgar Bessen, Ernst Grabbe, Hanno Thurau, Jens-Werner Fritsch, Willy Eggert
- 1978: Willems Vermächtnis – Regie: Karl-Heinz Kreienbaum, mit Werner Riepel, Heidi Kabel, Heidi Mahler, Jürgen Pooch
- 1978: Und oben wohnen Engels (Helene Engel) – Regie: Günther Siegmund, mit Ernst Grabbe, Herma Koehn, Heinz Lanker
- 1981: Das Kuckucksei – Regie: Karl-Heinz Kreienbaum, mit Heidi Kabel, Heidi Mahler, Werner Riepel
- 1984: Familie Pingel – Inszenierung: Karl Otto Ragotzky, Fernsehregie: Alfred Johst, mit Hans Timmermann, Ernst Grabbe, Hilde Sicks, Jürgen Pooch
- 1990: Die spanische Fliege (Frau Konsistorialrat Kruse) – Regie: Hans Timmermann, mit Jochen Schenck, Christa Wehling, Herma Koehn
- 1995: Der Bürgermeisterstuhl (die „alte“ Stine) – mit Rolf Bohnsack, Heidi Kabel, Christa Wehling, Hilde Sicks

## Fernsehspiele
- 1964: Hafenpolizei, Folge: Der Betriebsausflug (Frau Busch), Regie: John Olden, mit Josef Dahmen, Til Kiwe, Kurt Conradi, Willy Maertens
- 1966: Ulrich und Ulrike (Fernsehserie)
- 1967: Dreizehn Briefe – Fernsehserie, Regie: Hermann Kugelstadt, mit Hans-Walter Clasen, Camilla Horn
- 1968: Polizeifunk ruft, Folge: Der Reinfall (Erna, die Frau am Fenster) – Fernsehserie – Regie: Hermann Leitner, mit Josef Dahmen, Karl-Heinz Hess, Eckart Dux, Karl-Heinz Kreienbaum
- 1970: Polizeifunk ruft, Folge: Vor der Verjährung (Nachbarin) – Fernsehserie – Regie: Hermann Leitner, mit Karl-Heinz Hess, Eckart Dux, Heinz-Gerhard Lück, Christian Wolff
- 1970: Zwischenmahlzeit (Gastauftritt) – Unterhaltungssendung mit Gisela Schlüter
- 1973: Hamburg Transit – TV-Serie, Folge: Die Täterin ist geständig (Zimmerwirtin) – Regie: Hermann Leitner, mit Isabel Stumpf, Eckart Dux, Karl-Heinz Hess, Edgar Bessen

## Hörspiele
- 1950: Nasommer – Regie: Hans Freundt
- 1951: Ünner een Dack – Regie: Hans Freundt
- 1951: Wat waard hier späält? – Regie: Werner Perrey
- 1951: De Fundunnerslagung – Regie: Werner Perrey
- 1952: Heimotluft – Regie: Hans Freundt
- 1952: Das kommt nicht wieder! – Regie: Hans Freundt
- 1952: Een Sommerdag – Regie: Hans Freundt
- 1952: In Luv und Lee die Liebe – Regie: Hans Freundt
- 1952: Pott un Pann – Regie: Nicht bekannt
- 1952: Der Quickborn – Regie: Hans Freundt
- 1952: Juulklapp – Regie: Hans Freundt
- 1953: Rungholt – Schicksalstag der Stadt am Meer – Regie: Günter Jansen
- 1953: Wat wullt dar an maken ...? – Regie: Günter Jansen
- 1953: Ein Quittje trampt durch den Kaiser-Wilhelm-Kanal – Regie: Günter Jansen
- 1953: De letzte Feihde – Regie: Günter Jansen
- 1953: Swiegermudder kummt – Regie: Günter Jansen
- 1953: Schorsch ist klöker – Regie: Günter Jansen
- 1953: Dat Motiv – Regie: Günter Jansen
- 1954: Wokeen kennt mi? – Regie: Günter Jansen
- 1954: In flagranti – Regie: Günter Jansen
- 1954: Duppelhochtied – Regie: Günter Jansen
- 1954: Greta – Regie: Günter Jansen
- 1954: Harten ünner'n Hamer – Regie: Hans Tügel
- 1954: De rode Ünnerrock – Regie: Günter Jansen
- 1954: Mit Stappenbeck stimmt wat nich! – Regie: Hans Tügel
- 1954: De Weg na Huus – Regie: Günter Jansen
- 1954: Stine maakt Nachtschicht – Regie: Günter Jansen
- 1954: Ostenwind – Regie: Günter Jansen
- 1954: Spuren in'n Snee! – Regie: Günter Jansen
- 1955: De swatte Hex – Regie: Günter Jansen
- 1955: Blot nich old wesen! – Regie: Günter Jansen
- 1955: Dor harr'n Uhl seten – Regie: Günter Jansen
- 1955: Up de Schattensiet – Regie: Günter Jansen
- 1955: Alleen laten – Regie: Günter Jansen
- 1955: De Drehherrenkoppel – Regie: Günter Jansen
- 1955: Sien Monika – Regie: Günter Jansen
- 1955: Dat Spill von de Hilligen Dree Könige – Regie: Hans Mahler
- 1956: Den Düwel sin Aflegger – Regie: Günter Jansen
- 1956: De Lots – Regie: Günter Jansen
- 1956: De ruge Hoff – Regie: Hans Tügel
- 1956: De Stern achter de Wulken – Regie: Günter Jansen
- 1956: De Appelboom in'n Hoff – Regie: Günter Jansen
- 1956: Südamerikan'sche Wull – Regie: Günter Jansen
- 1957: Pythagoras ward'n Kerl – Regie: Günter Jansen
- 1957: De Breefdräger un siene Frau – Regie: Günter Jansen
- 1957: Söben mol teihn – Regie: Günter Jansen
- 1957: Windeier – Regie: Günter Jansen
- 1957: Leege Lüd – Regie: Günter Jansen
- 1957: Mudder is verreist – Regie: Günter Jansen
- 1957: Dat Düvelsexamen – Regie: Hans Tügel, mit Uwe Friedrichsen
- 1957: De Möllner Gerechtigkeit – Regie: Hans Tügel
- 1958: Fierobend – Regie: Günter Jansen
- 1958: Karussell för di un mi – Regie: Günter Jansen
- 1958: Merkur über Hamburg – Regie: Hans Tügel
- 1958: Pythagoras ward 'n Keerl – Regie: Günter Jansen
- 1958: De Daag ward kötter – Regie: Günter Jansen
- 1958: En lütt Paradies, vun dat de Olen nix verstaht – Regie: Günter Jansen
- 1958: Pott will heiraten (niederdeutsche Version von Die Heirat von Nikolai Gogol) – Regie: Hans Tügel
- 1959: De Geburtsdagsgav – Regie: Hartwig Sievers
- 1959: Vun den Padd af – Regie: Hans Tügel
- 1959: Abelke Bleken, de Hex vun Ossenwarder – Regie: Hans Tügel
- 1959: Anners een ehr Kind – Regie: Heinz Lanker
- 1959: De Dannboom ward doch brenn – Regie: Heinz Lanker
- 1960: An'e Eck von de Melkstroot – Regie: Rudolf Beiswanger
- 1960: Dat Nettelkrut – Regie: Hans Mahler
- 1960: Der Brandstifter (Aus der Reihe: Die Jagd nach dem Täter) – Regie: Gerda von Uslar
- 1961: Marschmusik för't Leben – Regie: Hans Tügel
- 1961: De achter uns steiht – Regie: Hans Tügel
- 1962: Uplopen – Regie: Werner Perrey
- 1962: De billige Köök – Regie: Günther Siegmund
- 1962: Besöök op Mettenwarft – Regie: Otto Lüthje
- 1962: De Dochter – Regie: Günther Siegmund
- 1963: Koppgeld – Regie: Rudolf Beiswanger
- 1963: Spöök vun güstern – Regie: Hans Tügel
- 1963: Duppelt Spill – Regie: Rudolf Beiswanger
- 1963: De Straaf – Regie: Heini Kaufeld
- 1963: Küselwind – Regie: Rudolf Beiswanger
- 1964: Hein Butendörp sien Bestmann – Regie: Otto Lüthje
- 1964: Dat gefährliche Öller – Regie: Rudolf Beiswanger
- 1964: Dat Protokoll – Regie: Hans Tügel
- 1965: De Deef – Regie: Hans Tügel
- 1965: Irgendwohen – Regie: Otto Lüthje
- 1965: Een leegen Hannel – Regie: Hans Tügel
- 1965: Dat Sofaküssen – Regie: Günther Siegmund
- 1965: De 100. Geburtsdag – Regie: Otto Lüthje
- 1966: Familje Lammers (1. Teil, Drei Szenen: De Spegel, Nige Tapeten, Diplomatie) – Regie: Hans Tügel
- 1966: De Börgermeisterstohl – Regie: Heinz Lanker
- 1966: De gröne Muskant – Regie: Curt Timm
- 1966: Dat Lock in de Gerechtigkeit – Regie: Hans Tügel
- 1966: Hein Ruku. Niederländisches Volksspiel von Jan Fabricius in der plattdeutschen Funkfassung von Hermann Quistorf – Regie: Rudolf Beiswanger; Jutta Zech
- 1966: Twee Kisten Rum – Regie: Heini Kaufeld
- 1966: De hölten Deern – Regie: Günther Siegmund
- 1966: Lünkenlarm – Regie: Hans Tügel
- 1966: De Duppelkur – Regie: Heinz Lanker
- 1967: Familje Lammers (2. Teil, Drei Szenen: De tweie Lamp, Ut de Kniep holpen, De Hauptperson) – Regie: Hans Tügel
- 1967: De Nixenkomödie – Regie: Hermann Lenschau
- 1967: Regenwind – Regie: Nicht bekannt
- 1967: Irst de Arbeit ... – Regie: Heinz Lanker
- 1967: De Düppler Sturmmarsch – Regie: Hans Tügel
- 1967: Das Leben geiht wieder – Regie: Günther Siegmund
- 1967: De Luftballon – Regie: Rudolf Beiswanger
- 1967: Utkniepen helpt nich – Regie: Günther Siegmund
- 1967: De Arvschopp – Regie: Günter Jansen
- 1967: De Keunigin von Honolulu – Regie: Günther Siegmund
- 1968: Familje Lammers (3. Teil, Drei Szenen: Grönen Kohl, De Baas, Mannslüd) – Regie: Hans Tügel
- 1968: Üm de Babenhand – Regie: Günther Siegmund
- 1968: Solotouren – Regie: Heinz Lanker
- 1968: De Toorn – Regie: Hans Tügel
- 1968: To laat – Regie: Heinz Lanker
- 1968: Dat Testament – Regie: Rudolf Beiswanger
- 1969: De krumme Tour – Regie: Günter Jansen
- 1969: Pechvagels – Regie: Hans Tügel
- 1969: ... un syne Fru – Regie: Rudolf Beiswanger
- 1969: De Brügg – Regie: Hans Tügel
- 1969: Vörbidrapen – Regie: Günter Jansen
- 1969: Sommerleev – Regie: Otto Lüthje
- 1969: De Weg weer wiet – Regie: Heinz Lanker
- 1970: Dat Testamentexamen – Regie: Heinz Lanker
- 1970: De Weltünnergang – Regie: Curt Timm
- 1970: Dat Patentrezept – Regie: Hans Tügel
- 1971: Hochtietsreis – Regie: Curt Timm
- 1971: De Slankheitskur – Regie: Karl-Heinz Kreienbaum
- 1972: De Meister von Wiebeck – Regie: Rudolf Beiswanger